# Clarence Oldfield
Clarence Oldfield; auch Clarence Winston Oldfield; (* 27. November 1899 in Durban; † 14. Dezember 1981 ebenda) war ein südafrikanischer Sprinter und Mittelstreckenläufer.
Bei den Olympischen Spielen 1920 in Antwerpen gewann er mit der südafrikanischen Mannschaft Silber in der 4-mal-400-Meter-Staffel und schied über 400 Meter im Viertelfinale aus.
1924 erreichte er bei den Olympischen Spielen in Paris über 400 und 800 Meter jeweils das Halbfinale.

## Persönliche Bestzeiten
- 400 m: 49,0 s, 10. Juli 1924, Colombes
- 800 m: 1:56,1 min, 28. April 1923, Durban